# Arlene Swidler
Arlene Anderson Swidler (* 6. März 1929 in Milwaukee, Wisconsin; † 24. Mai 2008) war eine US-amerikanische katholische Theologin, Autorin, Anglistin und Hochschullehrerin.

## Leben
Nach ihrer Schulzeit besuchte Swidler von 1946 bis 1950 die Marquette University und erreichte 1950 den Bachelor in englischer Literatur. Danach studierte sie an der University of Wisconsin in Madison Englisch und Vergleichende Literaturwissenschaften. 1952 gelang ihr der Master.  Von 1978 bis 1980 studierte Swidler katholische Theologie an der Villanova University und sie erreichte in diesem Fach 1980 den Master.
Nach ihrer Studienzeit erhielt sie eine Anstellung als Hochschullehrerin und unterrichtete an verschiedenen Universitäten in den folgenden Jahrzehnten. Swidler schrieb mehrere Bücher und veröffentlichte zahlreiche Artikel und Übersetzungen in verschiedenen Publikationen.
Gemeinsam mit ihrem Ehemann Leonard Swidler gründete sie das Journal of Ecumenical Studies.

## Werke
- World Religions. Concern: A Discussion series. Morristown, NJ: Silver Burdett Company, 1970
- Bishops and People. (gemeinsam mit Leonard Swidler). Philadelphia: Westminster Press, 1970
- Woman in a man's church. New York: Paulist Press, 1972
- Sistercelebrations. Nine Worship Experiences. Philadelphia: Fortress Press, 1974
- Women Priests. A catholic commentary on the vatican declaration. Ediert mit Leonard Swidler, New York: Paulist Press, 1976
- Judaism for young people. A Bibliography. Ediert mit Josephine Z. Knopp. Philadelphia: National Institute on the Holocaust, 1978
- Human Rights in religious traditions. Spezialausgabe für JOURNAL OF ECUMENICAL STUDIES. Ausgabe 19, Nummer 3, Sommer 1982
- Human Rights in religious traditions. New York: Pilgrim Press, 1982
- Marriage in the World Religions. Spezialausgabe: JOURNAL OF ECUMENICAL STUDIES. Ausgabe 22, Nummer 1, Winter 1985
- Mainstreaming feminist research for teaching religious studies. Ediert mit Walter Conn, College Theology Society Series. Lanham, MD: University Press of America, 1985
- Marriage among the religions of the world. Lewiston, NY: Edwin Mellen Press, 1990
- A new phoebe. Perspektiven auf römisch-katholische Frauen und das Ständige Diakonat, (gemeinsam mit Virginia Kaib Ratigan), Kansas City, MO: Sheed & Ward, 1990
- Homosexuality and World Religions. Philadelphia: Trinity Press International, 1993